# Sakrv
Skarv – norweskie złoże gazu ziemnego, uruchomienie wydobycia z tego złoża pierwotnie było planowane na 2011 r. Zostało następnie przesunięte na II kwartał 2012, zaś w kwietniu 2012 powiadomiono o kolejnym przesunięciu, tym razem na IV kwartał 2012.
Około 12-procentowy udział w przyszłej eksploatacji złoża ma Polskie Górnictwo Naftowe i Gazownictwo.